# افغانستان در ۲۰۰۸
حوادث ذیل به ترتیب ماه‌ها در سال ۲۰۰۸ در افغانستان به‌وقوع پیوست.

## متولیان امور
- رئیس‌جمهور: حامد کرزی
- معاون اول رئیس‌جمهور: احمد ضیاء مسعود
- معاون دوم رئیس‌جمهور: کریم خلیلی
- قاضی‌القضات:عبدالسلام اعظیمی

## ژانویه
- ۱۴ ژانویه – در حمله سال ۲۰۰۸ به هوتل کابل سرینا، ۶ نفر کشته شدند.
- ۲۵ ژانویه – بخش کوچکی از سربازان اردوی ملی افغانستان و نیروهای آمریکایی به رهبری گروهبان/ضابط رابرت جیمز میلر در حال اجرای گشت‌زنی جنگی در دره گواردش، ولایت کنر بودند که با یک گروه ۱۵ الی ۲۰ نفری شورشیان مواجه شدند؛ این شورشیان بر مواضع جنگی آماده شده، سنگر گرفته بودند. گروهبان میلر پس از درخواست کمک هوایی، این تیم کوچک را به سمت پیش‌رو هدایت کرد تا علیه بیش از ۱۰۰ شورشی که کمین گرفته بودند، بجنگند. میلر در این نبرد با دفع حملات دشمن بر افراد از خود شجاعت و توانایی فوق‌العاده‌ای نشان داد و توانست ۱۰ شورشی را در این جریان به قتل برساند. تدابیر و اقدامات او به قیمت جانش تمام شد ولی جان ۷ تن از اعضای تیم‌اش و ۱۵ سرباز اردوی ملی افغانستان را نجات داد. از بهر شجاعت و فداکاری‌اش مدال افتخار به او اعطاء شد.

## فوریه
- ۱۷ فوریه – انفجار سال ۲۰۰۸ در قندهار ۱۰۰ کشته برجای گذاشت که مرگبارترین بم‌گذاری انتحاری در جنگ به حساب می‌آمد.
- ۱۸ فوریه – ملا عبدالمتین از رهبران طالبان و یکی از فرماندهان او، ملا کریم آغا، حین سفر به گرشک از سوی تیم سرویس دریایی ویژه که توسط هلی‌کوپتر فرود آمده و در کمین نشسته بودند، به قتل رسیدند.[۱]
- ۲۶ فوریه – یک تانک لئوپارد ۲ دنمارکی مورد اصابت یک وسیله انفجاری قرار گرفت و راه کاروان را تخریب کرد. اما هیچ‌کسی آسیب ندید و تانک نیز به تنهایی جهت ترمیم به کمپ برگشت.[۲]

## مارس
- در ۲۷ مارس ۲۰۰۸، حکومت ایالات متحده آمریکا شرکت «AEY Inc.» از میامی، فلوریدا را توسط ارتش ایالات متحده استخدام شده بود، به دلیل نقض شرایط مندرج قرارداد، به حالت تعلیق درآورد. این شرکت متهم بود که مهمات مازاد چینی فرسایش شده از سال ۱۹۶۲ الی ۱۹۷۴ را به جای مهمات باکیفیت ساخت مجارستان از شرکت «MFS 2000 Inc» برای اردوی ملی و پلیس افغانستان تدارک نموده‌است. اسناد ارتش ایالات متحده آمریکا نشان می‌دهد که این شرکت از سال ۲۰۰۴ با دولت آمریکا قراردادی را به ارزش ۱۰ میلیون دلار به امضاء رسانیده‌است. این اوراق همچنین نشان داد که شرکت مزبور در سال ۲۰۰۷ درخواست‌های بزرگ‌تری را با قراردادهای بالغ بر۲۰۰ میلیون دلار برای ارائه مهمات، تسلیحات تهاجمی و سایر سلاح‌ها به‌دست آورده‌است. مفتشین جنایی ارتش مؤظف شدند تا اسناد مرتبط با این پرونده را در ژانویه ۲۰۰۸ بررسی نمایند. کمیته نظارت مجلس سنای آمریکا اعلام کرد که می‌خواهد در ۱۷ آوریل ۲۰۰۸ جلسه استماعیه‌ای را دربارهٔ این موضوع برگزار نماید که در آن ایفرایم دیورولی ۲۲ ساله، فروشنده تسلیحات بین‌المللی و رئیس شرکت AEY Inc. با تحقیقات کنگره مواجه خواهند شد. کمیته، این خبر را در ماه ژوئن ۲۰۰۸ گزارش داد.[۳][۴][۵] The committee reported in June 2008.[۶]

## آوریل
- ۴ آوریل – میخائیل کروتوف، دبیرکل شورای میان‌پارلمانی کشورهای مستقل مشترک‌المنافع گفت که افغانستان علاقه‌مندی خود را برای اخذ عضویت کشورهای مستقل مشترک‌المنافع نشان داده‌است. پارلمان افغانستان از سال ۲۰۰۶ به عنوان عضو ناظر در این شورا حضور داشت.[۷][۸]
- در ۲۷ آوریل، کرزی از یک سوء قصد دیگری جان به سلامت برد: افراد مسلح در جریان رژه نظامی که برای تجلیل از پیروزی مجاهدین علیه حکومت کمونیستی حزب دموکراتیک خلق افغانستان در سال ۱۹۹۲ برگزار شده بود، تیراندازی کردند. این تیراندازی حدود ۱۵ دقیقه طول کشید که ۳ کشته و بیش از ۱۰ زخمی برجای گذاشت.[۹]
- در ۲۹ آوریل، ۲۳۰۰ نیروی دریایی آلات متحده آمریکا بر شهر گرم‌سیر ولایت هلمند، منطقه‌ای از افغانستان که طالبان در آن پایگاه مستحکمی داشتند، حمله کردند.[۱۰]

## می
- ۱۳ الی ۲۳ می – نیروهای آیساف به رهبری نیروهای ناروی عملیات نظامی را در ولایت بادغیس انجام دادند.[۱۱]
- ۲۶ می – ۷۰ پیاده‌نظام/تکاوران گروه D، کندک ۲، هنگ ۷۵ تکاوران (75th Ranger Regiment) حملهٔ روزانه انجام دادند تا یک پایگاه با ارزش طالبان درولایت پکتیا را تصرف نمایند. پیاده‌نظام‌ها پس از این‌که توسط هلی‌کوپتر در نزدیکی ساختمان مورد هدف پایین شدند، تحت تیراندازی شدید ۴۰ طالب قرار گرفتند و حین پاکسازی ساختمان مورد هدف، ۴ تکاوران/پیاده‌نظام زخمی و حداقل یک جنگ‌جوی طالب کشته شد. سپس برای یکی از این تکاوران/پیاده‌نظام‌ها مدال افتخار اعطاء شد.

## ژوئن
- ۱۰ ژوئن – در حمله هوایی گورا پرای در پاکستان ۱۱ سرباز شبه‌نظامی پاکستانی کشته شدند.
- ۱۳ ژوئن – حمله به زندان سارپوسا؛ طالبان به زندان سارپوسا حمله کردند و ۱۰۰۰ زندانی را رها کردند.
- ۲۷ ژوئن – هلی‌کوپتر اپاچی نیروهای ناتو در حمله‌ای ملا صادق را کشت؛ او از افراد کلیدی، برنامه‌ریزی‌کننده، تسهیل‌کننده و بم‌ساز طالبان در ولایت هلمند بود.[۱۲][۱۳]

## ژوئیه
- ۵ ژوئیه – یک تانک لئوپارد 2A5 دنمارکی با یک بمب دست‌ساز کنارجاده‌ای در ولایت هلمند برخورد کرد که باعث کشته شدن راننده تانک شد. در همان لحظه درگیری با طالبان، تانک دوم نیز در انفجاری دیگری قرار گرفت ولی هیچ‌یکی از سرنشینان آن زخمی نشدند.[۱۴]
- ۶ ژوئیه – انفجار در محفل عروسی در روستا ده بالا ولسؤالی هسکه مینه باعث کشته شدن تعداد زیادی افراد ملکی افغان شد که بیشتر شان زنان بودند. این انفجار زمانی صورت گرفت که مردم عروس را به روستا داماد در ولسؤالی هسکه مینه ولایت ننگرهار می‌بردند.
- ۷ ژوئیه – انفجار سفارت هند در کابل در سال ۲۰۰۸، ۵۸ نفر شامل ۴ فرد هندی را به قتل رساند. هند مسئول این حمله را آی‌اس‌ای (ISI) پاکستان دانست.
- ۱۲ ژوئیه – نیروهای ویژه بریتانیا، ملا بسم الله را به گلوله بستند؛ او رهبر کلیدی طالبان در سطح فرماندهی و کنترل در ولسؤالی نوزاد ولایت هلمند بود که کشته شدنش همراه با مرگ ملا صدیق‌الله در اواخر ماه ژوئن، ضربه مهلکی بر روند لوژیستیکی و تسهیلاتی طالبان در شمال هلمند وارد کرد.[۱۲][۱۳]
- ۱۳ ژوئیه – جنگ وانات. طالبان به یک پایگاه ناتو حمله کردند و ۹ سرباز آمریکایی را کشتند. حمله موشکی از سوی هواپیما نظامی بریتانیایی، عبدالرزاق را به قتل رساند؛ او یکی از رهبران طالبان بود که جنگ‌جویان خود را در اطراف ولسؤالی موسی قلعه رهبری و سازماندهی می‌کرد.[۱۲]

## اوت
- ۱۹ اوت – طالبان ۱۰ سرباز فرانسوی را در کمین دره اوزبین به قتل رسانیدند.
- ۲۲ اوت – در جریان حمله هوایی عزیزآباد در ولایت هرات ۷۸ الی ۹۲ فرد ملکی در جریان حمله هوایی به رهبری ایالات متحده در روستای عزیز آباد کشته شدند.
- ۲۷ اوت – عملیات قلعه عقاب در ولایت هلمند آغاز شد.

## سپتامبر
- سپتامبر – تنش میان ایالات متحده آمریکا – پاکستان
- ۳ سپتامبر – حمله انگور اده توسط نیروهای ویژه آمریکایی در پاکستان

## اکتبر
Iدر اکتبر ۲۰۰۸، روزنامه واشینگتن پُست سرمقاله‌ای را از سوی جان لمن، وزیر اسبق نیروی دریایی ایالات متحده منتشر کرد:
آنچه که جنگ افغانستان را به نقطه عطف در تاریخ ارتش ایالات متحده آمریکا تبدیل کرده‌است، این است که این جنگ توسط نیروهای عملیات‌های ویژه از تمامی سرویس‌ها توأم با قدرت تاکتیکی نیروی دریایی و هوایی دنبال و پیگیری شده بود و عملیات‌های اتحاد شمال افغانستان و سی‌آی‌ای(CIA) به‌صورت مساویانه مهم بودند و به‌صورت یک‌پارچه عمل می‌کردند. هیچ نیروی بزرگ ارتش یا نیرویی دریایی مورد استفاده قرار نگرفت.
- در ۱ اکتبر ۲۰۰۸، جنرال ارشد نیروهای آمریکایی در افغانستان، دیوید مک‌کیرنان هشدار داد که وضعیت افغانستان احتمالاً بسیار وخیم شود. «نیروهای بین‌المللی در داخل افغانستان قادر نبوده‌اند تا قلمرویی را که پاکسازی کرده‌اند، به دلیل فقدان نیروها در کنترل خود نگه دارند». بنابر همین دلیل، جنرال مزبور خواستار سه تیب جنگی (حدود ۲۰ هزار سرباز) اضافی شد. «بدون اعزام عاجل این سربازان به منطقه، طالبان می‌توانند نواحی را که از سوی نیروهای بین‌المللی پاکسازی شده بود، دوباره به تصرف خود درآورند. جنرال در ادامه گفت که اوضاع در افغانستان احتمالاً قبل از این‌که بهتر شود، بدتر خواهد شد».[۱۶]
- در ۱ اکتبر ۲۰۰۸، هواپیما بدون سرنشین مشکوک ایالات متحده، موشکی را بر شبه‌نظامیان در ولایت مرزی شمال غربی پاکستان و در نزدیکی مرز با افغانستان پرتاب کرد. اعتقاد بر این بود که در این حادثه ۶ نفر کشته شدند. این‌گونه حملات با واکنش شدیدی اسلام‌آباد را در پی‌داشت که ایالات متحده آمریکا را به نقض حریم هوایی خود متهم کرد.[۱۷]

## دسامبر
- ۱۱ دسامبر – آغاز عملیات خنجر قرمز
- ۱۹ دسامبر – ایالات متحده آمریکا تعهد کرد که ۳ هزار سرباز دیگری را به افغانستان اعزام خواهد کرد.
- ۳۰ دسامبر ۲۰۰۸ – نیروهای امنیتی پاکستان هنگام آغاز عملیات علیه شبه‌نظامیان طالبان که بر منطقه گذرگاه خیبر تسلط داشتند، مسیر تدارکاتی را بستند اما پس از سه روز درگیری، اعلام نمودند که گذرگاه خیبر باز است.[۱۸][۱۹]